# Leto

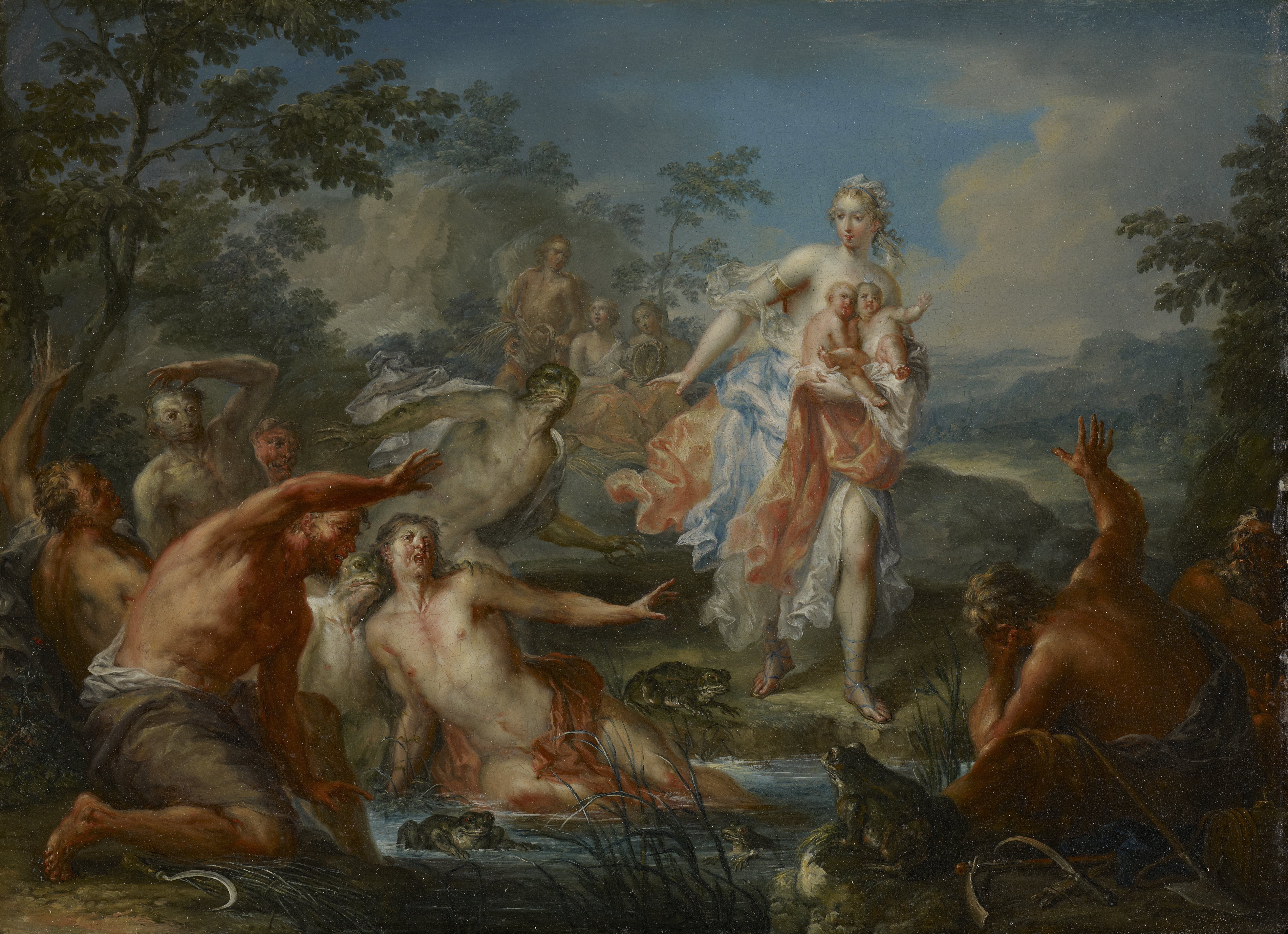
Johann Georg Platzer (1704 – 1761): Leto converteix en granotes els pagesos licis, 1730.

Leto (grec antic: Λητώ; en dialecte dòric Λατώ) és un personatge de la mitologia grega, filla dels titans Ceos i la seva germana Febe, i germana d'Astèria. Segons algunes fonts, va néixer a l'illa de Cos, segons altres a Delos. En la genealogia olímpica, Zeus és el pare dels seus bessons, Apol·lo i Àrtemis, anomenats els letoides, que Leto va concebre amb Zeus abans que aquest es casés amb Hera. L'etimologia i el significat del seu nom es troba en disputa. Els romans l'anomenaven Latona, per influència de la divinitat etrusca Letun.

## Etimologia
L'origen etimològic de Leto és encara controvertit i s'han proposat diferents explicacions. Fonts antigues van especular amb la possibilitat que el nom estigués relacionat amb el mot grec λήθη (lḗthē, «oblit») i λωτός (lotos, «el fruit que porta l'oblit a aquells que en mengen»). Podria, per tant, significar «la qui està amagada en l'oblit».
Al segle xx, es va proposar que Leto procedia de "lada", una paraula de l'idioma lici amb el significat «dona», ja que el seu culte més antic es trobava centrat a Lícia. Lada també podria ser l'origen del nom grec Λήδα (Leda). Altres erudits (Paul Kretschmer, Erich Bethe, Pierre Chantraine i RSP Beekes) han suggerit un origen pre-grec del mot Leto.
Altres han volgut compatibilitzar el significat del seu nom amb la informació aportada per la genealogia que la fa filla d'uns titans relacionats amb el sol (Ceos) i la lluna (Febe), i han vist que cap explicació resulta prou satisfactòria. En un text romà el seu nom està transformat en “Polus”, d'on es dedueix que la paraula podria estar relacionada amb l'esfera celeste de pol a pol, el nom de la mare de Leto, Φοίβη (Phoibe, «pura, brillant»), és idèntic a l'epítet que Homer dona al seu fill Apol·lo, Φοῖβος Ἀπόλλων (foibos Apol·lon, «Apol·lo el resplendent»).

## Mites

### El part
Es coneixen pocs mites grecs clàssics sobre Leto, a banda del seu embaràs i la cerca d'un indret en el qual pogués donar a llum els seus fills Apol·lo i Àrtemis, perquè Hera, per gelosia, l'havia perseguida per totes les terres, obligant-la a fugir-ne. Finalment, arribà a l'illa flotant d'Ortígia (antic nom de Delos) per donar a llum, però Hera va voler impedir-ne el naixement i prohibí a la seva filla Ilitia, deessa dels parts, que l'atengués. Quan ja portava Leto un retard de 9 dies, els seus dolors van commoure els déus, que van fer que nasqués primer Àrtemis per ajudar la seva mare en el part d'Apol·lo. Quan Eileithyia va arribar, venia del país dels Hiperboris, on fa molt de fred i anava vestida amb pells de llop, les quals va fer servir per posar còmoda Leto durant el part. Llavors es va canviar el nom de Tremilis, la terra on havien trobat a Eileithyia quan venia de la Hiperbòria, i la van anomenar Lícia, que vol dir «Terra dels llops».En agraïment per haver-la acollit, Leto va enviar unes bellíssimes aus a fer niu en aquella illa, els cignes, que han esdevingut un símbol d'aquesta deessa. Altres deesses immortals que van ser testimonis dels part van ser: Dione, Rea, Temis i Amfitrite que plorava en veure-la patir.
Una vegada Apol·lo i Àrtemis creixen, Leto es retira, i esdevé una modesta i benvolent figura de matrona en l'Olimp.

### Leto i els monstres
Algunes llegendes diuen que, quan Leto voltava buscant un lloc on se li permetés donar a llum, va ser assetjada per criatures de caràcter ctònic, els quals més endavant serien enemics d'Apol·lo i Àrtemis. Una d'aquestes criatures fou TiciEn una altra ocasió Tici va provar de raptar Leto, a la rodalia de Delfi, seguint ordres d'Hera, però li ho van impedir les fletxes disparades per Apol·lo i Àrtemis.
Una altra criatura monstruosa que va haver d'evitar va ser la Pitó que vivia en una escletxa a la vora d'una font a Delfos, la qual va matar Apol·lo.
En una altra ocasió, el gegant Tifó va voler usurpar el poder a Zeus. Els déus de l'Olimp van entrar en pànic i van fugir. Leto i els seus fills van optar per transformar-se per poder fugir millor: Apol·lo va adoptar la forma d'un falcó, Àrtemis la d'un gat i Leto la d'una rateta.

### Les granotes

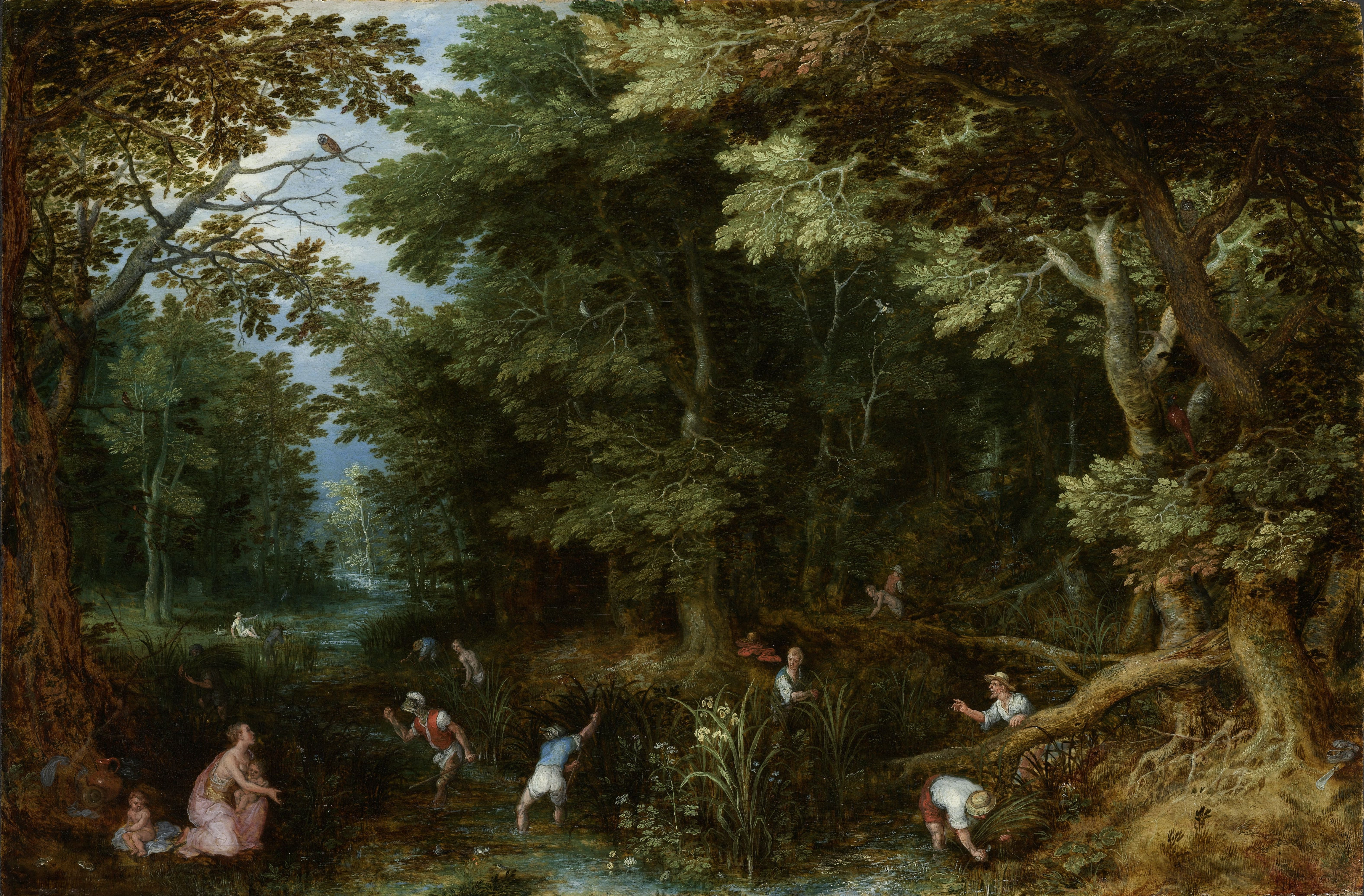
Latona i els licis, ca. 1605, pintura de Jan Brueghel el Vell.

Després de donar a llum, Leto anava de viatge i es va aturar a Lícia per beure aigua d'un estany, però la gent d'allà no la van voler acollir i, per impedir-li beure aigua, uns bovers es van posar a remoure els llims del fons de l'estany. Llavors Leto els va transformar en granotes i els va condemnar a viure per sempre envoltats de fang en estanys i pantans. Aquesta llegenda va ser molt emprada com a tema pels pintors manieristes del nord, als quals agradava combinar paisatges amb històries mitològiques. A la terrassa del jardí del palau de Versalles hi ha una escultura que representa el mateix tema anomenada Le Basin de Latone.

### Níobe
Una altra llegenda diu que Leto va demanar a les dones de Tebes que anessin al seu temple a cremar encens. La reina de la ciutat, Níobe, va fer comentaris dins el temple, vantant-se de ser millor que Leto per haver tingut catorze fills, set nois i set noies, mentre que la deessa només en tenia dos i que per tant era més mereixedora de ser venerada. Pel castigar la seva insolència (hibris) Apol·lo va matar els seus fills mentre estaven practicant esport i Àrtemis va fer el mateix amb les seves filles. El marit, Amfion, en arribar-li la notícia de la mort dels fills i les filles, es va suïcidar. La pena fou tan insuportable per a Níobe que es va transformar en pedra de marbre.

### Leto i Lampros
Quan Galatea de Phaistos va quedar embarassada va tenir una filla, però sabia que el seu marit desitjava tenir un fill i, avergonyida va amagar la nena tot pregant a la deessa Leto que li fes un miracle. Llavors Leto li va implantar un penis.

## Culte
Creta
La forma del culte a Leto és poc coneguda, però es coneix l'existència de molts temples. A Creta, a la ciutat de Dreros, Spyridon Marinatos va descobrir un temple postminoic del segle viii aC, en el qual es van trobar tres figures singulars d'Apol·lo, Àrtemis i Leto fetes de làmines de llautó sobre un nucli conformat (sphyrelata). Walter Burkert assenyala que, en el jaciment de Phaistos, Leto apareix en connexió amb un culte iniciàtic.Els ciutadans de Phaistos la veneraven amb el nom de "Leto la de l'empelt" perquè es deia que havia trasplantat òrgans masculins a una donzella. No és clar si es tractava d'una autèntica deessa de Creta o si era el culte d'una deessa grega adaptada a la cultura minoica.
Lícia
Píndar l'anomena Leto Chryselakatos («la Filadora daurada»), aquest epítet expressa la relació amb la seva filla Àrtemis, qui filava xarxes per caçar. La imatge d'una deessa entronitzada com una reina al costat d'una filadora sembla que va ser l'origen de l'associació amb la Gran Mare, venerada a Àsia Menor. Aquesta identificació es va produir a Lícia, a partir del segle iv aC, després del procés d'hel·lenització que va experimentar la regió. No obstant això, el santuari de Letòon a prop de Xanthos és anterior al procés d'hel·lenització de la regió però s'hi troben inscripcions gregues que identifiquen els letoides com els "déus nacionals" del país, que unien la confederació lícia de ciutats estat.
Delos
A Delos tenia un temple on era la figura central d'una trinitat. En aquesta imatge estava representada asseguda en un tron de fusta, vestida amb un himatió fet amb roba de lli.
Egipte
Heròdot va citar un temple dedicat a ella a Egipte, que se suposa estava en una illa flotant anomenada Khemmis a Buto, en la qual també hi havia un temple dedicat a un déu egipci que per la interpretatio graeca havia estat identificat amb Apol·lo. Heròdot donava a entendre que la deessa que els grecs reconeixien com a Leto era també venerada pel nom de Wadjet, la deessa del Baix Egipte amb cap de cobra.
Altres ciutats
A Cos, també van reclamar Leto com a pròpia. En altres ciutats fou venerada juntament amb els seus fills i representava ser la deessa representant de les virtuts d'una bona mare protectora: a Megara, at Argos, a Amfigeneia a Lete (Macedònia), en un bosc sagrat a Calynda (Cària). Més recentment, s'ha identificat un altre santuari dedicat a Leto, a Oenoanda.